# Cornelia Eichler
Cornelia „Conny“ Eichler, geb. Dumler (* 22. Januar 1982 in Feuchtwangen) ist eine ehemalige deutsche Volleyballnationalspielerin.

## Karriere
Cornelia Dumler begann ihre Laufbahn beim TSV Ansbach. Über den VfL Nürnberg kam sie in die Mannschaft von VC Olympia Berlin, in der junge Spieler in der Bundesliga gefördert wurden. Parallel dazu etablierte sie sich beim Nachwuchs des DVV. 2001 wechselte sie zur DJK Karbach. Ein Jahr später ging die Außenangreiferin mit Trainer Axel Büring und Andrea Berg zum USC Münster, mit dem sie im Jahr 2004 die deutsche Meisterschaft und den Pokalsieg gewinnen konnte. Anschließend wechselte sie innerhalb der Bundesliga nach Leverkusen. Von dort ging es bereits ein Jahr später weiter nach Italien, erst zu Tecnomec Forlì, dann zu Edilkamin Ostiano und schließlich zu Esperia Cremona.
Mit der A-Nationalmannschaft schaffte Cornelia Dumler 2003 bei der EM in der Türkei einen dritten Platz. Danach nahm sie mit der DVV-Auswahl, die beim sogenannten „Wunder von Baku“ die Qualifikation geschafft hatte, an den Olympischen Spielen in Athen teil. Zwei Jahre später spielte die Legionärin bei der WM 2006 in Japan, aber es reichte nur zum elften Platz. Im Sommer 2007 gewann sie mit dem Team die europäische Grand-Prix-Qualifikation und belegte bei der EM in Belgien und Luxemburg den sechsten Platz. Im Januar 2008 beim Olympiaqualifikationsturnier in Halle verpasste sie durch eine Halbfinalniederlage gegen Russland das olympische Turnier in Peking.
Im Sommer 2009 beendete Cornelia Dumler ihre Karriere. Anschließend beendete sie ihr Lehramtsstudium und wurde zweifache Mutter. 2012 heiratete sie und nahm den Namen ihres Mannes an.
Zwischen 2015 und 2021 spielte sie für ihren Heimatverein TSV Ansbach, mit dem sie 2015 in die Regionalliga Südost, 2017 in die Dritte Liga Ost und 2018 in die Zweite Bundesliga Süd aufstieg. Zwischen 2019 und 2021 spielte sie mit dem TSV in der Dritten Liga.